# ألكسندر زويف
ألكسندر لفوفيتش زويف (بالروسية: Александр Львович Зуев) (مواليد 4 أكتوبر 1996)، هُو لاعب كرة سلة روسي يُشارك مع منتخب روسيا لكرة السلة 3x3.
شارك ألكسندر زويف مع مُنتخب بلاده في دورة الألعاب الأولمبية الصيفية 2020 في طوكيو، بحيث أحرز مع باقي أفراد المُنتخب الميدالية الفضية الخاصة بمُسابقة كُرة السلة 3x3.

## وصلات خارجية
- ألكسندر زويف على موقع الاتحاد الدولي لكرة السلة (الإنجليزية)
- ألكسندر زويف على موقع fiba3x3.com (الإنجليزية)
- ألكسندر زويف على موقع كرة السلة الأوروبية.كوم (الإنجليزية)
- ألكسندر زويف على موقع اللجنة الأولمبية الدولية (الإنجليزية)
- ألكسندر زويف على موقع أوليمبيديا (الإنجليزية)